# Coppa del Mondo di slittino 2022
La Coppa del Mondo di slittino 2021/2022 fu la quarantacinquesima edizione del massimo circuito mondiale dello slittino, manifestazione organizzata annualmente dalla FIL; iniziò il 20 novembre 2021 a Yanqing in Cina, tappa che segnò il battesimo della pista dove si svolsero i Giochi olimpici di Pechino 2022, e si concluse il 23 gennaio 2022 a Sankt Moritz in Svizzera. La stagione inizialmente avrebbe dovuto toccare tre diversi continenti con tappe che si sarebbero dovute tenere anche a Whistler in Canada, a Lake Placid negli Stati Uniti d'America e a Schönau am Königssee in Germania; in seguito però agli eventi alluvionali che colpirono l'Europa nel luglio 2021 la pista di Königssee fu fortemente danneggiata e si rese quindi necessario sostituire la sede di tappa spostandola nell'altro catino tedesco di Winterberg. Per quanto concernette invece le due prove in Nord America, a causa delle problematiche relative al perdurare della pandemia di COVID-19 e le conseguenti misure di prevenzione applicate dai vari Stati, la Federazione decise di annullarle, come già accaduto nella precedente stagione, sostituendole con una doppia tappa sulla pista di Soči in Russia. Nella tappa di Oberhof venne utilizzato un nuovo sperimentale formato delle prove sprint, che per ragioni legali non poté essere conteggiato come prova di Coppa del Mondo fungendo solo da test e conseguentemente non assegnò punti né per la classifica generale né per quella di specialità.
Si disputarono quarantotto gare: oltre alle nove prove nel singolo donne, nel singolo uomini e nel doppio uomini, alle tre per tipo nelle prove sprint e alle sei nelle gare a squadre, per la prima volta fece il suo esordio nel circuito maggiore la disciplina del doppio donne; le prove in programma furono sei, ma invece che disputarsi insieme al resto delle altre gare si tennero all'interno della stagione di Coppa del Mondo juniores.
Al termine della stagione si svolsero i XXIV Giochi olimpici invernali di Pechino, in Cina, competizione non valida ai fini della Coppa del Mondo, mentre la seconda tappa di Soči e quella di Sankt Moritz furono valide rispettivamente anche come campionati pacifico-americani e campionati europei. Per quanto riguarda il doppio donne, specialità non olimpica, venne assegnato il primo titolo mondiale nell'ambito dei campionati mondiali juniores di Winterberg in Germania; anche questa gara non assegnò punti per la classifica di Coppa del Mondo.
Le coppe di cristallo generali, trofei conferiti ai vincitori del circuito, furono tutte assegnate ad atleti tedeschi: Julia Taubitz per quanto concerne la classifica del singolo donne, Johannes Ludwig conquistò il trofeo dell'individuale uomini, la coppia formata da Luisa Romanenko e Pauline Patz si aggiudicò la vittoria nel doppio femminile e quella composta da Toni Eggert e Sascha Benecken trionfò nella competizione biposto maschile; infine la nazionale di slittino della Germania primeggiò nella classifica della gara a squadre. Per quanto concerne le coppette di specialità furono assegnate solo quelle relative al singolo donne, al singolo uomini ed al doppio maschile; quelle "classiche" furono attribuite rispettivamente all'austriaca Madeleine Egle, a Johannes Ludwig ed al duo costituito da Toni Eggert e Sascha Benecken, mentre quelle "sprint" videro primeggiare Julia Taubitz, l'austriaco Wolfgang Kindl e la coppia lettone di Andris e Juris Šics.

## Calendario
| Tappa  | Località     | Pista                              | Data                | Gare classiche  | Gare classiche  | Gare classiche  | Gare sprint     | Gare sprint     | Gare sprint     | Gara a squadre  |
| Tappa  | Località     | Pista                              | Data                | Singolo d.      | Singolo u.      | Doppio u.       | Singolo d.      | Singolo u.      | Doppio u.       | Gara a squadre  |
| ------ | ------------ | ---------------------------------- | ------------------- | --------------- | --------------- | --------------- | --------------- | --------------- | --------------- | --------------- |
| 1      | Yanqing      | National Sliding Centre            | 20–21 novembre 2021 | ●               | ●               | ●               |                 |                 |                 | ●               |
| 2      | Soči         | Sliding Center Sanki               | 27–28 novembre 2021 | ●               | ●               | ●               |                 |                 |                 | ●               |
| 3      | Soči         | Sliding Center Sanki               | 4-5 dicembre 2021   | ●               | ●               | ●               | ●               | ●               | ●               |                 |
| 4      | Altenberg    | Eiskanal Altenberg                 | 11-12 dicembre 2021 | ●               | ●               | ●               |                 |                 |                 | ●               |
| 5      | Innsbruck    | Olympia Eiskanal Innsbruck-Igls    | 18-19 dicembre 2021 | ●               | ●               | ●               | ●               | ●               | ●               |                 |
| 6      | Winterberg   | Eisarena Winterberg                | 1°-2 gennaio 2022   | ●               | ●               | ●               |                 |                 |                 | ●               |
| 7      | Sigulda      | Pista di Sigulda                   | 8–9 gennaio 2022    | ●               | ●               | ●               | ●               | ●               | ●               |                 |
| 8      | Oberhof      | Pista di Oberhof                   | 15–16 gennaio 2022  | ●               | ●               | ●               |                 |                 |                 | ●               |
| 9      | Sankt Moritz | Olympia Bobrun St. Moritz–Celerina | 22-23 gennaio 2022  | ●               | ●               | ●               |                 |                 |                 | ●               |
| -      | Yanqing      | National Sliding Centre            | 5–10 febbraio 2022  | Giochi olimpici | Giochi olimpici | Giochi olimpici | Giochi olimpici | Giochi olimpici | Giochi olimpici | Giochi olimpici |
| Totale | Totale       | Totale                             | Totale              | 9               | 9               | 9               | 3               | 3               | 3               | 6               |

|  | La seconda tappa di Soči e quella di Sankt Moritz assegnarono rispettivamente anche il titolo pacifico-americano e quello europeo 2022. |

| Tappa  | Località   | Pista                 | Data             | Doppio donne |
| ------ | ---------- | --------------------- | ---------------- | ------------ |
| 1      | La Plagne  | Pista di La Plagne    | 2 dicembre 2021  | ●            |
| 2      | La Plagne  | Pista di La Plagne    | 3 dicembre 2021  | ●            |
| 3      | Innsbruck  | Olympia eiskanal Igls | 10 dicembre 2021 | ●            |
| 4      | Oberhof    | Pista di Oberhof      | 17 dicembre 2021 | ●            |
| 5      | Oberhof    | Pista di Oberhof      | 18 dicembre 2021 | ●            |
| 6      | Bludenz    | Pista di Bludenz      | 15 gennaio 2022  | ●            |
| -      | Winterberg | Eisarena Winterberg   | 30 gennaio 2022  | Mondiali     |
| Totale | Totale     | Totale                | Totale           | 6            |

| Tappe cancellate     | Tappe cancellate               | Tappe cancellate    | Tappe cancellate | Tappe cancellate | Tappe cancellate | Tappe cancellate | Tappe cancellate | Tappe cancellate | Tappe cancellate | Tappe cancellate              |
| Località             | Pista                          | Data prevista       | Gare classiche   | Gare classiche   | Gare classiche   | Gare sprint      | Gare sprint      | Gare sprint      | Gara a squadre   | sostituita da                 |
| Località             | Pista                          | Data prevista       | Singolo d.       | Singolo u.       | Doppio u.        | Singolo d.       | Singolo u.       | Doppio u.        | Gara a squadre   | sostituita da                 |
| -------------------- | ------------------------------ | ------------------- | ---------------- | ---------------- | ---------------- | ---------------- | ---------------- | ---------------- | ---------------- | ----------------------------- |
| Whistler             | Whistler Sliding Centre        | 27–28 novembre 2021 | ●                | ●                | ●                |                  |                  |                  | ●                | Soči (27-28 novembre 2021)    |
| Lake Placid          | Pista del Monte Van Hoevenberg | 4–5 dicembre 2021   | ●                | ●                | ●                | ●                | ●                | ●                |                  | Soči (4-5 dicembre 2021)      |
| Schönau am Königssee | Eisarena Königssee             | 1–2 gennaio 2022    | ●                | ●                | ●                |                  |                  |                  | ●                | Winterberg (1-2 gennaio 2022) |

## Risultati

### Singolo donne
| Data             | Località     | Nazione  | Tipo   | Prima classificata            | Seconda classificata          | Terza classificata            |
| ---------------- | ------------ | -------- | ------ | ----------------------------- | ----------------------------- | ----------------------------- |
| 21 novembre 2021 | Yanqing      | Cina     |        | Madeleine Egle Austria        | Julia Taubitz Germania        | Lisa Schulte Austria          |
| 27 novembre 2021 | Soči         | Russia   |        | Anna Berreiter Germania       | Kendija Aparjode Lettonia     | Viktorija Demčenko Russia     |
| 5 dicembre 2021  | Soči         | Russia   |        | Julia Taubitz Germania        | Natalie Geisenberger Germania | Kendija Aparjode Lettonia     |
| 5 dicembre 2021  | Soči         | Russia   | Sprint | Julia Taubitz Germania        | Summer Britcher Stati Uniti   | Dajana Eitberger Germania     |
| 11 dicembre 2021 | Altenberg    | Germania |        | Madeleine Egle Austria        | Julia Taubitz Germania        | Anna Berreiter Germania       |
| 19 dicembre 2021 | Innsbruck    | Austria  |        | Julia Taubitz Germania        | Madeleine Egle Austria        | Natalie Geisenberger Germania |
| 19 dicembre 2021 | Innsbruck    | Austria  | Sprint | Madeleine Egle Austria        | Julia Taubitz Germania        | Anna Berreiter Germania       |
| 2 gennaio 2022   | Winterberg   | Germania |        | Julia Taubitz Germania        | Natalie Geisenberger Germania | Madeleine Egle Austria        |
| 9 gennaio 2022   | Sigulda      | Lettonia |        | Madeleine Egle Austria        | Julia Taubitz Germania        | Tat'jana Ivanova Russia       |
| 9 gennaio 2022   | Sigulda      | Lettonia | Sprint | Tat'jana Ivanova Russia       | Natalie Geisenberger Germania | Madeleine Egle Austria        |
| 16 gennaio 2022  | Oberhof      | Germania |        | Madeleine Egle Austria        | Julia Taubitz Germania        | Anna Berreiter Germania       |
| 23 gennaio 2022  | Sankt Moritz | Svizzera |        | Natalie Geisenberger Germania | Madeleine Egle Austria        | Elīna Ieva Vītola Lettonia    |

### Singolo uomini
| Data             | Località     | Nazione  | Tipo   | Primo classificato                              | Secondo classificato       | Terzo classificato         |
| ---------------- | ------------ | -------- | ------ | ----------------------------------------------- | -------------------------- | -------------------------- |
| 20 novembre 2021 | Yanqing      | Cina     |        | Johannes Ludwig Germania                        | Felix Loch Germania        | Max Langenhan Germania     |
| 28 novembre 2021 | Soči         | Russia   |        | Johannes Ludwig Germania                        | Felix Loch Germania        | Roman Repilov Russia       |
| 4 dicembre 2021  | Soči         | Russia   |        | Kristers Aparjods Lettonia                      | Johannes Ludwig Germania   | Dominik Fischnaller Italia |
| 5 dicembre 2021  | Soči         | Russia   | Sprint | Dominik Fischnaller Italia                      | Roman Repilov Russia       | Wolfgang Kindl Austria     |
| 12 dicembre 2021 | Altenberg    | Germania |        | Wolfgang Kindl Austria e Max Langenhan Germania | –                          | Johannes Ludwig Germania   |
| 18 dicembre 2021 | Innsbruck    | Austria  |        | Johannes Ludwig Germania                        | Wolfgang Kindl Austria     | Dominik Fischnaller Italia |
| 19 dicembre 2021 | Innsbruck    | Austria  | Sprint | Wolfgang Kindl Austria                          | Jonas Müller Austria       | Johannes Ludwig Germania   |
| 1 gennaio 2022   | Winterberg   | Germania |        | Johannes Ludwig Germania                        | Nico Gleirscher Austria    | Wolfgang Kindl Austria     |
| 8 gennaio 2022   | Sigulda      | Lettonia |        | Kristers Aparjods Lettonia                      | Felix Loch Germania        | Dominik Fischnaller Italia |
| 9 gennaio 2022   | Sigulda      | Lettonia | Sprint | Felix Loch Germania                             | Kristers Aparjods Lettonia | Dominik Fischnaller Italia |
| 15 gennaio 2022  | Oberhof      | Germania |        | Johannes Ludwig Germania                        | Max Langenhan Germania     | Felix Loch Germania        |
| 22 gennaio 2022  | Sankt Moritz | Svizzera |        | Wolfgang Kindl Austria                          | Kristers Aparjods Lettonia | Nico Gleirscher Austria    |

### Doppio donne
| Data             | Località  | Nazione  | Prime classificate                             | Seconde classificate                     | Terze classificate                        |
| ---------------- | --------- | -------- | ---------------------------------------------- | ---------------------------------------- | ----------------------------------------- |
| 2 dicembre 2021  | La Plagne | Francia  | Jessica Degenhardt Cheyenne Rosenthal Germania | Luisa Romanenko Pauline Patz Germania    | Chevonne Forgan Sophia Kirkby Stati Uniti |
| 3 dicembre 2021  | La Plagne | Francia  | Jessica Degenhardt Cheyenne Rosenthal Germania | Luisa Romanenko Pauline Patz Germania    | Anda Upīte Sanija Ozoliņa Lettonia        |
| 10 dicembre 2021 | Innsbruck | Austria  | Luisa Romanenko Pauline Patz Germania          | Anda Upīte Sanija Ozoliņa Lettonia       | Maya Chan Reannyn Weiler Stati Uniti      |
| 17 dicembre 2021 | Oberhof   | Germania | Jessica Degenhardt Cheyenne Rosenthal Germania | Viktorija Ziediņa Selīna Zvilna Lettonia | Maya Chan Reannyn Weiler Stati Uniti      |
| 18 dicembre 2021 | Oberhof   | Germania | Jessica Degenhardt Cheyenne Rosenthal Germania | Viktorija Ziediņa Selīna Zvilna Lettonia | Maya Chan Reannyn Weiler Stati Uniti      |
| 15 gennaio 2022  | Bludenz   | Austria  | Viktorija Ziediņa Selīna Zvilna Lettonia       | Luisa Romanenko Pauline Patz Germania    | Chevonne Forgan Sophia Kirkby Stati Uniti |

### Doppio uomini
| Data             | Località     | Nazione  | Tipo   | Primi classificati                     | Secondi classificati                        | Terzi classificati                       |
| ---------------- | ------------ | -------- | ------ | -------------------------------------- | ------------------------------------------- | ---------------------------------------- |
| 20 novembre 2021 | Yanqing      | Cina     |        | Toni Eggert Sascha Benecken Germania   | Thomas Steu Lorenz Koller Austria           | Andris Šics Juris Šics Lettonia          |
| 27 novembre 2021 | Soči         | Russia   |        | Andris Šics Juris Šics Lettonia        | Andrej Bogdanov Jurij Prochorov Russia      | Tobias Wendl Tobias Arlt Germania        |
| 4 dicembre 2021  | Soči         | Russia   |        | Andrej Bogdanov Jurij Prochorov Russia | Toni Eggert Sascha Benecken Germania        | Andris Šics Juris Šics Lettonia          |
| 5 dicembre 2021  | Soči         | Russia   | Sprint | Andris Šics Juris Šics Lettonia        | Aleksandr Denis'ev Vladislav Antonov Russia | Robin Geueke David Gamm Germania         |
| 11 dicembre 2021 | Altenberg    | Germania |        | Thomas Steu Lorenz Koller Austria      | Toni Eggert Sascha Benecken Germania        | Mārtiņš Bots Roberts Plūme Lettonia      |
| 18 dicembre 2021 | Innsbruck    | Austria  |        | Thomas Steu Lorenz Koller Austria      | Andris Šics Juris Šics Lettonia             | Emanuel Rieder Simon Kainzwaldner Italia |
| 19 dicembre 2021 | Innsbruck    | Austria  | Sprint | Toni Eggert Sascha Benecken Germania   | Andris Šics Juris Šics Lettonia             | Thomas Steu Lorenz Koller Austria        |
| 1 gennaio 2022   | Winterberg   | Germania |        | Tobias Wendl Tobias Arlt Germania      | Thomas Steu Lorenz Koller Austria           | Yannick Müller Armin Frauscher Austria   |
| 8 gennaio 2022   | Sigulda      | Lettonia |        | Toni Eggert Sascha Benecken Germania   | Andris Šics Juris Šics Lettonia             | Tobias Wendl Tobias Arlt Germania        |
| 9 gennaio 2022   | Sigulda      | Lettonia | Sprint | Andris Šics Juris Šics Lettonia        | Toni Eggert Sascha Benecken Germania        | Tobias Wendl Tobias Arlt Germania        |
| 15 gennaio 2022  | Oberhof      | Germania |        | Toni Eggert Sascha Benecken Germania   | Tobias Wendl Tobias Arlt Germania           | Emanuel Rieder Simon Kainzwaldner Italia |
| 22 gennaio 2022  | Sankt Moritz | Svizzera |        | Toni Eggert Sascha Benecken Germania   | Tobias Wendl Tobias Arlt Germania           | Mārtiņš Bots Roberts Plūme Lettonia      |

### Gara a squadre
| Data             | Località     | Nazione  | Primi classificati                                                           | Secondi classificati                                                             | Terzi classificati                                                                     |
| ---------------- | ------------ | -------- | ---------------------------------------------------------------------------- | -------------------------------------------------------------------------------- | -------------------------------------------------------------------------------------- |
| 21 novembre 2021 | Yanqing      | Cina     | Austria Madeleine Egle David Gleirscher Thomas Steu / Lorenz Koller          | Stati Uniti Ashley Farquharson Tucker West Christopher Mazdzer / Jayson Terdiman | Italia Verena Hofer Dominik Fischnaller Emanuel Rieder / Simon Kainzwaldner            |
| 28 novembre 2021 | Soči         | Russia   | Russia Viktorija Demčenko Semën Pavličenko Andrej Bogdanov / Jurij Prochorov | Germania Anna Berreiter Johannes Ludwig Tobias Wendl / Tobias Arlt               | Lettonia Kendija Aparjode Kristers Aparjods Andris Šics / Juris Šics                   |
| 12 dicembre 2021 | Altenberg    | Germania | Germania Julia Taubitz Max Langenhan Toni Eggert / Sascha Benecken           | Italia Andrea Vötter Dominik Fischnaller Ludwig Rieder / Patrick Rastner         | Russia Ekaterina Katnikova Aleksandr Gorbacevič Aleksandr Denis'ev / Vladislav Antonov |
| 2 gennaio 2022   | Winterberg   | Germania | Lettonia Elīza Tīruma Kristers Aparjods Mārtiņš Bots / Roberts Plūme         | Austria Madeleine Egle Nico Gleirscher Thomas Steu / Lorenz Koller               | Stati Uniti Summer Britcher Tucker West Christopher Mazdzer / Jayson Terdiman          |
| 16 gennaio 2022  | Oberhof      | Germania | Germania Julia Taubitz Johannes Ludwig Toni Eggert / Sascha Benecken         | Lettonia Elīna Ieva Vītola Kristers Aparjods Andris Šics / Juris Šics            | Austria Madeleine Egle Nico Gleirscher Thomas Steu / Lorenz Koller                     |
| 23 gennaio 2022  | Sankt Moritz | Svizzera | Lettonia Elīna Ieva Vītola Kristers Aparjods Mārtiņš Bots / Roberts Plūme    | Germania Natalie Geisenberger Johannes Ludwig Toni Eggert / Sascha Benecken      | Russia Tat'jana Ivanova Roman Repilov Andrej Bogdanov / Jurij Prochorov                |

## Classifiche generali

### Singolo donne
| Pos. | Nome                 | Nazione  | Risultati ottenuti | Risultati ottenuti | Risultati ottenuti | Risultati ottenuti | Risultati ottenuti | Risultati ottenuti | Risultati ottenuti | Risultati ottenuti | Risultati ottenuti | Risultati ottenuti | Risultati ottenuti | Risultati ottenuti | Punti totali |
| Pos. | Nome                 | Nazione  | YAN                | SOČ                | SOČ                | SOČ S.             | ALT                | INN                | INN S.             | WIN                | SIG                | SIG S.             | OBE                | SMO                | Punti totali |
| ---- | -------------------- | -------- | ------------------ | ------------------ | ------------------ | ------------------ | ------------------ | ------------------ | ------------------ | ------------------ | ------------------ | ------------------ | ------------------ | ------------------ | ------------ |
| 1    | Julia Taubitz        | Germania | 2                  | 9                  | 1                  | 1                  | 2                  | 1                  | 2                  | 1                  | 2                  | 5                  | 2                  | 4                  | 979          |
| 2    | Madeleine Egle       | Austria  | 1                  | 7                  | 5                  | 10                 | 1                  | 2                  | 1                  | 3                  | 1                  | 3                  | 1                  | 2                  | 947          |
| 3    | Natalie Geisenberger | Germania | 26                 | 8                  | 2                  | 6                  | 4                  | 3                  | 4                  | 2                  | 4                  | 2                  | 4                  | 1                  | 772          |
| 4    | Anna Berreiter       | Germania | 4                  | 1                  | 4                  | 5                  | 3                  | 4                  | 3                  | 4                  | 10                 | 10                 | 3                  | 7                  | 723          |
| 5    | Elīza Tīruma         | Lettonia | 7                  | 4                  | 6                  | 7                  | 6                  | 5                  | 4                  | 7                  | 6                  | 14                 | 14                 | 6                  | 569          |
| 6    | Viktorija Demčenko   | Russia   | 9                  | 3                  | 14                 | 11                 | 12                 | 24                 | –                  | 9                  | 5                  | 4                  | 10                 | 11                 | 444          |
| 7    | Andrea Vötter        | Italia   | 19                 | 15                 | 7                  | 12                 | 8                  | 7                  | 11                 | 19                 | 13                 | 11                 | 7                  | 8                  | 422          |
| 8    | Hannah Prock         | Austria  | 21                 | 13                 | 11                 | 9                  | 16                 | 10                 | 8                  | 6                  | 15                 | 9                  | 6                  | 18                 | 414          |
| 9    | Lisa Schulte         | Austria  | 3                  | 17                 | 16                 | –                  | 17                 | 9                  | 7                  | 18                 | 7                  | 6                  | 9                  | 19                 | 408          |
| 10   | Ekaterina Katnikova  | Russia   | 27                 | 6                  | 20                 | –                  | 11                 | 8                  | 9                  | 11                 | 9                  | 8                  | 15                 | 14                 | 369          |

### Singolo uomini
| Pos. | Nome                | Nazione  | Risultati ottenuti | Risultati ottenuti | Risultati ottenuti | Risultati ottenuti | Risultati ottenuti | Risultati ottenuti | Risultati ottenuti | Risultati ottenuti | Risultati ottenuti | Risultati ottenuti | Risultati ottenuti | Risultati ottenuti | Punti totali |
| Pos. | Nome                | Nazione  | YAN                | SOČ                | SOČ                | SOČ S.             | ALT                | INN                | INN S.             | WIN                | SIG                | SIG S.             | OBE                | SMO                | Punti totali |
| ---- | ------------------- | -------- | ------------------ | ------------------ | ------------------ | ------------------ | ------------------ | ------------------ | ------------------ | ------------------ | ------------------ | ------------------ | ------------------ | ------------------ | ------------ |
| 1    | Johannes Ludwig     | Germania | 1                  | 1                  | 2                  | 6                  | 3                  | 1                  | 3                  | 1                  | 13                 | 12                 | 1                  | 11                 | 871          |
| 2    | Wolfgang Kindl      | Austria  | 9                  | 12                 | 5                  | 3                  | 1                  | 2                  | 1                  | 3                  | 9                  | 7                  | 5                  | 1                  | 791          |
| 3    | Kristers Aparjods   | Lettonia | 23                 | 5                  | 1                  | 8                  | 5                  | 8                  | 14                 | 8                  | 1                  | 2                  | 9                  | 2                  | 691          |
| 3    | Felix Loch          | Germania | 2                  | 2                  | 6                  | 7                  | 4                  | –                  | –                  | 6                  | 2                  | 1                  | 3                  | 4                  | 691          |
| 5    | Dominik Fischnaller | Italia   | 6                  | 28                 | 3                  | 1                  | 7                  | 3                  | 12                 | 7                  | 3                  | 3                  | 12                 | 8                  | 641          |
| 6    | Roman Repilov       | Russia   | 8                  | 3                  | 8                  | 2                  | 9                  | 7                  | 7                  | 4                  | 4                  | 10                 | 8                  | 9                  | 607          |
| 7    | Max Langenhan       | Germania | 3                  | 4                  | 7                  | 4                  | 1                  | DNF                | –                  | 10                 | 7                  | 8                  | 2                  | 7                  | 599          |
| 8    | Nico Gleirscher     | Austria  | 20                 | 11                 | 10                 | 14                 | 27                 | 4                  | 10                 | 2                  | 5                  | 4                  | 4                  | 3                  | 559          |
| 9    | Semën Pavličenko    | Russia   | 7                  | 19                 | 4                  | 11                 | 8                  | 6                  | 15                 | 18                 | 6                  | 5                  | 11                 | 16                 | 467          |
| 10   | Gints Bērziņš       | Lettonia | 14                 | 9                  | 9                  | 10                 | 12                 | 10                 | 5                  | 9                  | 10                 | 6                  | 14                 | 12                 | 450          |

### Doppio donne
| Pos. | Nome                                  | Nazione     | Risultati ottenuti | Risultati ottenuti | Risultati ottenuti | Risultati ottenuti | Risultati ottenuti | Risultati ottenuti | Punti totali |
| Pos. | Nome                                  | Nazione     | LAP-1              | LAP-2              | INN                | OBE-1              | OBE-2              | BLU                | Punti totali |
| ---- | ------------------------------------- | ----------- | ------------------ | ------------------ | ------------------ | ------------------ | ------------------ | ------------------ | ------------ |
| 1    | Luisa Romanenko Pauline Patz          | Germania    | 2                  | 2                  | 1                  | 6                  | 4                  | 2                  | 465          |
| 2    | Jessica Degenhardt Cheyenne Rosenthal | Germania    | 1                  | 1                  | –                  | 1                  | 1                  | –                  | 400          |
| 3    | Viktorija Ziediņa Selīna Zvilna       | Lettonia    | DNF                | 7                  | 4                  | 2                  | 2                  | 1                  | 376          |
| 4    | Maya Chan Reannyn Weiler              | Stati Uniti | 4                  | 10                 | 3                  | 3                  | 3                  | 4                  | 366          |
| 5    | Chevonne Forgan Sophia Kirkby         | Stati Uniti | 3                  | 5                  | 5                  | 4                  | 5                  | 3                  | 365          |
| 6    | Anda Upīte Sanija Ozoliņa             | Lettonia    | 5                  | 3                  | 2                  | 8                  | 6                  | 8                  | 344          |
| 7    | Anastasija Kropačeva Alëna Starkova   | Russia      | 6                  | 4                  | 10                 | 5                  | 7                  | 5                  | 302          |
| 8    | Nikola Domowicz Dominika Piwkowska    | Polonia     | 7                  | 6                  | 12                 | 9                  | 9                  | 10                 | 242          |
| 9    | Nataša Chytrenko Viktorija Koval'     | Ucraina     | 8                  | 8                  | 15                 | 10                 | 10                 | –                  | 182          |
| 10   | Bianka Petríková Nikola Trembošová    | Slovacchia  | 9                  | 9                  | 16                 | –                  | –                  | 13                 | 133          |

### Doppio uomini
| Pos. | Nome                                 | Nazione  | Risultati ottenuti | Risultati ottenuti | Risultati ottenuti | Risultati ottenuti | Risultati ottenuti | Risultati ottenuti | Risultati ottenuti | Risultati ottenuti | Risultati ottenuti | Risultati ottenuti | Risultati ottenuti | Risultati ottenuti | Punti totali |
| Pos. | Nome                                 | Nazione  | YAN                | SOČ                | SOČ                | SOČ S.             | ALT                | INN                | INN S.             | WIN                | SIG                | SIG S.             | OBE                | SMO                | Punti totali |
| ---- | ------------------------------------ | -------- | ------------------ | ------------------ | ------------------ | ------------------ | ------------------ | ------------------ | ------------------ | ------------------ | ------------------ | ------------------ | ------------------ | ------------------ | ------------ |
| 1    | Toni Eggert Sascha Benecken          | Germania | 1                  | 4                  | 2                  | 7                  | 2                  | 13                 | 1                  | DNF                | 1                  | 2                  | 1                  | 1                  | 907          |
| 2    | Andris Šics Juris Šics               | Lettonia | 3                  | 1                  | 3                  | 1                  | 5                  | 2                  | 2                  | 18                 | 2                  | 1                  | 5                  | 5                  | 883          |
| 3    | Tobias Wendl Tobias Arlt             | Germania | 9                  | 3                  | 5                  | 8                  | 4                  | 4                  | 4                  | 1                  | 3                  | 3                  | 2                  | 2                  | 796          |
| 4    | Emanuel Rieder Simon Kainzwaldner    | Italia   | 7                  | 19                 | 4                  | 9                  | 10                 | 3                  | 8                  | 9                  | 4                  | 4                  | 3                  | 4                  | 604          |
| 5    | Andrej Bogdanov Jurij Prochorov      | Lettonia | 15                 | 2                  | 1                  | 6                  | 8                  | 7                  | 6                  | 8                  | 6                  | 6                  | 18                 | 9                  | 603          |
| 6    | Thomas Steu Lorenz Koller            | Austria  | 2                  | –                  | –                  | –                  | 1                  | 1                  | 3                  | 2                  | –                  | –                  | 4                  | 6                  | 550          |
| 7    | Aleksandr Denis'ev Vladislav Antonov | Russia   | 10                 | 5                  | 8                  | 2                  | 7                  | 9                  | 11                 | 5                  | 10                 | 12                 | 11                 | 11                 | 528          |
| 8    | Mārtiņš Bots Roberts Plūme           | Lettonia | 5                  | DNF                | 16                 | –                  | 3                  | 10                 | 7                  | 4                  | 5                  | 5                  | 13                 | 3                  | 519          |
| 9    | Ludwig Rieder Patrick Rastner        | Italia   | 12                 | 10                 | 10                 | 12                 | 11                 | 11                 | 5                  | 6                  | 7                  | 7                  | 6                  | 7                  | 497          |
| 10   | Yannick Müller Armin Frauscher       | Austria  | 4                  | 12                 | 6                  | 4                  | 15                 | 8                  | 13                 | 3                  | 23                 | –                  | 8                  | 12                 | 462          |

### Gara a squadre
| Pos. | Nazione     | Risultati ottenuti | Risultati ottenuti | Risultati ottenuti | Risultati ottenuti | Risultati ottenuti | Risultati ottenuti | Punti totali |
| Pos. | Nazione     | YAN                | SOČ                | ALT                | WIN                | OBE                | SMO                | Punti totali |
| ---- | ----------- | ------------------ | ------------------ | ------------------ | ------------------ | ------------------ | ------------------ | ------------ |
| 1    | Germania    | 7                  | 2                  | 1                  | 4                  | 1                  | 2                  | 476          |
| 2    | Lettonia    | 4                  | 3                  | DNF                | 1                  | 2                  | 1                  | 415          |
| 3    | Austria     | 1                  | 6                  | 5                  | 2                  | 3                  | DSQ                | 360          |
| 4    | Russia      | DNF                | 1                  | 3                  | 6                  | 5                  | 3                  | 345          |
| 5    | Italia      | 3                  | 5                  | 2                  | DNF                | 4                  | 4                  | 330          |
| 6    | Stati Uniti | 2                  | 8                  | 4                  | 3                  | –                  | –                  | 257          |
| 7    | Canada      | 5                  | DNF                | 6                  | 5                  | 7                  | 8                  | 248          |
| 8    | Polonia     | DNF                | 7                  | 9                  | 8                  | 9                  | 6                  | 216          |
| 9    | Slovacchia  | 10                 | –                  | 12                 | 7                  | 6                  | 7                  | 210          |
| 10   | Rep. Ceca   | 8                  | DSQ                | 11                 | 9                  | 10                 | 9                  | 190          |

## Classifiche di specialità

### Singolo donne
| Pos. | Nome                 | Nazione  | Risultati ottenuti | Risultati ottenuti | Risultati ottenuti | Risultati ottenuti | Risultati ottenuti | Risultati ottenuti | Risultati ottenuti | Risultati ottenuti | Risultati ottenuti | Punti totali |
| Pos. | Nome                 | Nazione  | YAN                | SOČ                | SOČ                | ALT                | INN                | WIN                | SIG                | OBE                | SMO                | Punti totali |
| ---- | -------------------- | -------- | ------------------ | ------------------ | ------------------ | ------------------ | ------------------ | ------------------ | ------------------ | ------------------ | ------------------ | ------------ |
| 1    | Madeleine Egle       | Austria  | 1                  | 7                  | 5                  | 1                  | 2                  | 3                  | 1                  | 1                  | 2                  | 741          |
| 2    | Julia Taubitz        | Germania | 2                  | 9                  | 1                  | 2                  | 1                  | 1                  | 2                  | 2                  | 4                  | 739          |
| 3    | Natalie Geisenberger | Germania | 26                 | 8                  | 2                  | 4                  | 3                  | 2                  | 4                  | 4                  | 1                  | 577          |
| 4    | Anna Berreiter       | Germania | 4                  | 1                  | 4                  | 3                  | 4                  | 4                  | 10                 | 3                  | 7                  | 562          |
| 5    | Elīza Tīruma         | Lettonia | 7                  | 4                  | 6                  | 6                  | 5                  | 7                  | 6                  | 14                 | 6                  | 435          |

### Singolo uomini
| Pos. | Nome              | Nazione  | Risultati ottenuti | Risultati ottenuti | Risultati ottenuti | Risultati ottenuti | Risultati ottenuti | Risultati ottenuti | Risultati ottenuti | Risultati ottenuti | Risultati ottenuti | Punti totali |
| Pos. | Nome              | Nazione  | YAN                | SOČ                | SOČ                | ALT                | INN                | WIN                | SIG                | OBE                | SMO                | Punti totali |
| ---- | ----------------- | -------- | ------------------ | ------------------ | ------------------ | ------------------ | ------------------ | ------------------ | ------------------ | ------------------ | ------------------ | ------------ |
| 1    | Johannes Ludwig   | Germania | 1                  | 1                  | 2                  | 3                  | 1                  | 1                  | 13                 | 1                  | 11                 | 719          |
| 2    | Wolfgang Kindl    | Austria  | 9                  | 12                 | 5                  | 1                  | 2                  | 3                  | 9                  | 5                  | 1                  | 575          |
| 3    | Felix Loch        | Germania | 2                  | 2                  | 6                  | 4                  | –                  | 6                  | 2                  | 3                  | 4                  | 545          |
| 4    | Kristers Aparjods | Lettonia | 23                 | 5                  | 1                  | 5                  | 8                  | 8                  | 1                  | 9                  | 2                  | 536          |
| 5    | Max Langenhan     | Germania | 3                  | 4                  | 7                  | 1                  | DNF                | 10                 | 7                  | 2                  | 7                  | 497          |

### Doppio uomini
| Pos. | Nome                              | Nazione  | Risultati ottenuti | Risultati ottenuti | Risultati ottenuti | Risultati ottenuti | Risultati ottenuti | Risultati ottenuti | Risultati ottenuti | Risultati ottenuti | Risultati ottenuti | Punti totali |
| Pos. | Nome                              | Nazione  | YAN                | SOČ                | SOČ                | ALT                | INN                | WIN                | SIG                | OBE                | SMO                | Punti totali |
| ---- | --------------------------------- | -------- | ------------------ | ------------------ | ------------------ | ------------------ | ------------------ | ------------------ | ------------------ | ------------------ | ------------------ | ------------ |
| 1    | Toni Eggert Sascha Benecken       | Germania | 1                  | 4                  | 2                  | 2                  | 13                 | DNF                | 1                  | 1                  | 1                  | 676          |
| 2    | Tobias Wendl Tobias Arlt          | Germania | 9                  | 3                  | 5                  | 4                  | 4                  | 1                  | 3                  | 2                  | 2                  | 624          |
| 3    | Andris Šics Juris Šics            | Lettonia | 3                  | 1                  | 3                  | 5                  | 2                  | 18                 | 2                  | 5                  | 5                  | 598          |
| 4    | Thomas Steu Lorenz Koller         | Austria  | 2                  | –                  | –                  | 1                  | 1                  | 2                  | –                  | 4                  | 6                  | 480          |
| 5    | Emanuel Rieder Simon Kainzwaldner | Italia   | 7                  | 19                 | 4                  | 10                 | 3                  | 9                  | 4                  | 3                  | 4                  | 463          |

### Sprint singolo donne
| Pos. | Nome                 | Nazione  | Risultati ottenuti | Risultati ottenuti | Risultati ottenuti | Punti totali |
| Pos. | Nome                 | Nazione  | SOČ                | INN                | SIG                | Punti totali |
| ---- | -------------------- | -------- | ------------------ | ------------------ | ------------------ | ------------ |
| 1    | Julia Taubitz        | Germania | 1                  | 2                  | 5                  | 240          |
| 2    | Madeleine Egle       | Austria  | 10                 | 1                  | 3                  | 206          |
| 3    | Natalie Geisenberger | Germania | 6                  | 4                  | 2                  | 195          |
| 4    | Anna Berreiter       | Germania | 5                  | 3                  | 10                 | 161          |
| 5    | Elīza Tīruma         | Lettonia | 7                  | 4                  | 14                 | 134          |

### Sprint singolo uomini
| Pos. | Nome                | Nazione  | Risultati ottenuti | Risultati ottenuti | Risultati ottenuti | Punti totali |
| Pos. | Nome                | Nazione  | SOČ                | INN                | SIG                | Punti totali |
| ---- | ------------------- | -------- | ------------------ | ------------------ | ------------------ | ------------ |
| 1    | Wolfgang Kindl      | Austria  | 3                  | 1                  | 7                  | 216          |
| 2    | Dominik Fischnaller | Italia   | 1                  | 12                 | 3                  | 202          |
| 3    | Roman Repilov       | Russia   | 2                  | 7                  | 10                 | 167          |
| 4    | Kristers Aparjods   | Lettonia | 8                  | 14                 | 2                  | 155          |
| 5    | Johannes Ludwig     | Germania | 6                  | 3                  | 12                 | 152          |

### Sprint doppio uomini
| Pos. | Nome                                 | Nazione  | Risultati ottenuti | Risultati ottenuti | Risultati ottenuti | Punti totali |
| Pos. | Nome                                 | Nazione  | SOČ                | INN                | SIG                | Punti totali |
| ---- | ------------------------------------ | -------- | ------------------ | ------------------ | ------------------ | ------------ |
| 1    | Andris Šics Juris Šics               | Lettonia | 1                  | 2                  | 1                  | 285          |
| 2    | Toni Eggert Sascha Benecken          | Germania | 7                  | 1                  | 2                  | 231          |
| 3    | Tobias Wendl Tobias Arlt             | Germania | 8                  | 4                  | 3                  | 172          |
| 4    | Aleksandr Denis'ev Vladislav Antonov | Russia   | 2                  | 11                 | 12                 | 151          |
| 5    | Andrej Bogdanov Jurij Prochorov      | Lettonia | 6                  | 6                  | 6                  | 150          |